# 7년만의 외출
《7년만의 외출》(The Seven Year Itch) 은 1955년 개봉한 미국의 코미디 영화이다. 빌리 와일더가 감독을 맡았으며 메릴린 먼로와 톰 이웰이 주연을 맡았다. 이 영화는 1952년에 첫 공연을 한 같은 이름의 연극을 원작으로 삼았다. 이 영화는 뒷날 먼로의 아이콘이 된 지하철 환풍구 장면으로 유명하다.

## 줄거리
출판사에서 일하는 리처드 셔먼 (톰 이웰) 은 아내와 자식을 여름을 맞이하여 휴가를 보내고 자신은 계속 도시에 남는다. 남들은 아내와 자식들을 보내자 마자 바람을 피우려고 예쁜 여자를 쫓아가지만 셔먼은 자신이 그런 속물들처럼 지낼 수 없다고 생각해 금욕적인 삶을 지내려고 한다. 그러나 윗층에 한 여인 (메릴린 먼로) 이 여름에 방을 쓰는 것을 보고 셔먼은 곧바로 바람을 피고 싶다는 생각을 하게 된다. 그는 여자가 화분을 떨어뜨린 것을 빌미로 여자를 자신의 집에 초대해 키스를 하려고 하였으나 넘어져 실패하고 만다. 셔먼은 여자를 윗층으로 보낸다.
다음날, 출판사에서 심리학자의 방문을 받은 셔먼은 심리학자의 책에 '7년만의 외출'이라는 증상을 읽는데 그것은 남편이 결혼한 후 7년이 되면 자연스럽게 바람을 피고 싶다는 내용이었다. 셔먼은 심리학자의 출판보다 자신의 일을 말하면서 심리학자의 치료를 받는다. 그날, 셔먼은 아내가 친구를 만났다는 내용을 듣고 아내가 바람을 핀다는 상상을 한다. 그는 아내가 바람을 핀다고 확신하면서 자신도 윗층의 여인과 다시 데이트를 한다. 셔먼과 여인은 하룻밤을 보낸다.
다음날, 셔먼은 전날 크루홀릭이 그의 바람기를 보고 아내에게 전화를 해 아내가 자신을 죽이려고 하는 상상을 한다. 이윽고 그는 아내의 친구가 자식이 놓고 간 노를 가져오려고 셔먼의 집에 방문하자 자신이 직접 노를 갖고 아내에게 간다.

## 캐스팅
- 메릴린 먼로 - 여인 (오직 여인으로만 언급되며, 영화 마지막에서는 "아마도 그녀는 메릴린 먼로일꺼야" 라고 나온다.)
- 톰 이웰 - 리처드 셔먼
- 에블린 케이스 - 헬렌 셔먼 (아내)
- 소니 터프츠 - 톰 맥켄지
- 로버트 스트라우스 - 크루홀릭
- 오스카 호몰카 - 브루베이커 박사
- 마가렛 채프먼 - 모리스 부인
- 빅터 무어 - 수리공
- 도널드 맥브라이드 - 브래디
- 캐롤린 존스 - 핀치 부인
- 도로 메란드 - 채식주의자 식당에서의 웨이터

## 제작 과정

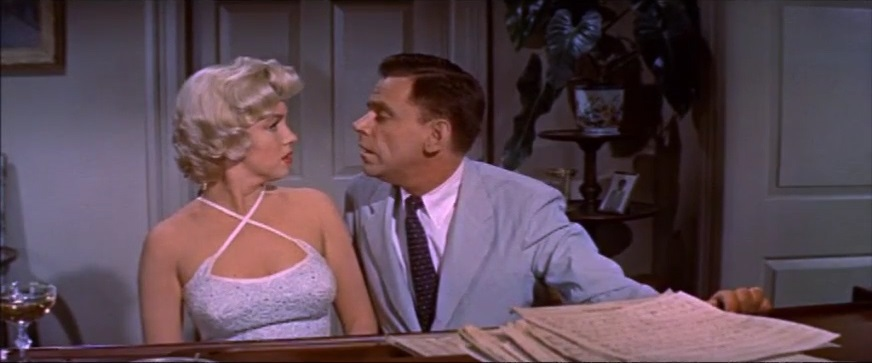
먼로와 이웰

《7년만의 외출》은 1954년 9월 1일부터 11월 4일까지 제작되었다. 이 영화는 빌리 와일더가 20세기 폭스에서 감독한 유일한 영화이다. 이 영화는 솔 바스가 타이틀 그래프 작업을 맡았다.

## 수상

### 제13회골든 글로브 상

#### 수상
- 남우주연상:뮤지컬/코미디 - 톰 이웰

### 미국 영화 연구소선정
- AFI 100대 코미디 영화 - 51위